# Rino (JavaScript)
Rino je Javaskript virtuelna mašina u postpunosti razvijen Java (programski jezik) kojim upravlja Mozila Fondacija kao softverom otvorenog koda . Odvojen je od SpiderMonkey SpiderMonkey virtuelne mašine, koji je, takođe, razvila Mozila, ali je napisan u C++ i koristi ga Mozila fajerfoks.

## Istorijat
Rino projekat započeo je Netskejp 1997. Netskejp je planirao da proizvede verziju Netskejp navigatora u potpunosti napisan u Javi pa je zato bila potrebna implementacija Javaskripta. Prestankom rada Netskejpa na "Javagator"-u, Rino je projekat završio kao Javaskript virtuelnu mašinu.Od tada je nekoliko velikih kompanija (uključujući i Sun Microsystems) imalo pravo da koristi licencirani Rino za svoje projekte i plaćali su Netskejpu omogućivši nastavak rada.
Prvobitno je Rino kompajlirao sve Javaskript kodove u Java bajtkod i smeštao u fajlove Java klase. Ovo je dalo najbolje performanse, često pobijajući C++ implementaciju Javaskripta koja se pokreće tačno-na-vreme kompilacijom (TNV) , ali je imao dve greške. Prvo, vreme kompilacije je bilo duže od generisanja bajtkoda i učitavanje klase je bilo resursno zahtevni proces. Takodje, dolazi do efektivnog curenja memorije otkad većina Java virtuelnih mašina (JVM) ne prikuplja neiskorišćene klase ili stringove koji su internirani kao rezultat učitavanja fajla klase. 
Kao rezultat, jeseni 1998, Rinu su dodali režim objašnjenja. Generacija kod klasa fajl je postala opciona, dinamički učitan paket. Kompajliranje je brže i kada skripte nisu više u upotrebi mogu da se čuvaju kao i svaki drugi Java objekat. 
Mozila Fondacija je realizovala Rino aprila 1998. Prvobitno je generacija klase fajla bila izuzeta iz te realizacije. Izdavači licence za Rino su se na kraju složili da kompletan Rino bude realizovan kao softver otvorenog koda, uključujući generaciju klase fajla. Otkad je pušten kao otvoren kod, Rino ima mnoge varijacije korišćenja i veliki broj ljudi je doprineo kodu. Projekat je dobio ime po životinji sa omota knjige Javaskript O'Reilly Media. Počevši sa verzijom 1.7R1, Rino se oslanja na Java 5 platformu i podržava verziju 1.7 Javaskripta.

## Upotreba
Rino konvertuje Javaskript skripte u klase. Namenjen je za korišćenje kao server aplikacije, osim ako nema ugrađenu podršku za objekte Veb pretraživača koji su uglavnom povezani sa Javaskriptom.
Rino može da se koristi i kao debager tako što će se koristiti Rino "šel". Javaskript "šel" dozvoljava jednostavan način da se pokrenu skripte u grupnom režimu ili u okviru interaktivnog okruženja za istraživačko programiranje. Može se koristiti u aplikacijama ugradnjom Rino-a. 
Malo izmenjena verzija Rino-a 1.6r2 dolazi u paketu sa Sun Microsystems koji je realizivan od strane Java SE verzije 6, realizovane decembra 2006. Ovo olakšava integraciju Javaskripta kao deo Java programa i pristup Java izvorima iz Javaskripta. Druge implementacije Jave 6 mogu da se razlikuju.

## Spoljašnje veze
- Званични веб-сајт
- Preuzimanje Rhino
- Preuzimanje Arhive Архивирано на веб-сајту  (24. март 2012)
- 5 stvari koje niste znali o ... Javaskript API Ted Neward